# Antonio Oddo
Antonio Oddo (* 7. Januar 1939 in Palermo, Italien)  ist ein italienischer Karambolagespieler und mehrfacher Nationalmeister.

## Karriere
Oddo, der auch „il Re della Carambola“ (der König des Karambolage) in Italien genannt wird, ist nationaler Meister in allen Disziplinen des Karambolage. Seinen ersten Titel gewann er 1964 in Padova im Dreiband.  1969 in Triest in der Freien Partie, die er insgesamt sieben Mal gewann. Im gleichen Jahr gewann er dann noch die Meisterschaft im Cadre 47/2 im heimischen Palermo, das auch als „Hauptstadt des Karambolage“ (Capitale della Carambola) in Italien bezeichnet wird. Ein Jahr später konnte er diesen Erfolg in Modena wiederholen Oddo gewann bis zur letzten Austragung des Turniers in Sant’Agata li Battiati 2012, er war dort bereits 73 Jahre alt, in dieser Disziplin insgesamt 14 Titel, davon sieben Mal hintereinander in den Jahren von 1985 bis 1992. Vor 1985 war Oddos Seriensiege nur unterbrochen von dem erst 18-Jährigen Bozener Talent Marco Zanetti, der das Turnier zwischen 1980 und 1985 fünf Mal ununterbrochen gewann, sich dann aber aus den klassischen Disziplinen zurückzog und zum Dreiband wechselte. Beide Spieler beherrschten die italienische Karambolageszene seit Anfang der 1980er-Jahre, bis sich Oddo nach seinem letzten Titelgewinn 2012 zurückzog. Oddo ist mit 12 Goldmedaillen der nach Zanetti (29 bis 2019) erfolgreichste Dreibandspieler Italiens.
Oddos Blütezeit fiel in dieselbe wie die des übermächtigen Belgiers Raymond Ceulemans, Ludo Dielis oder Rini van Bracht, so konnte Oddo auf der internationalen Karambolagebühne keine Erfolge feiern. Bei seiner ersten Teilnahme bei der Dreiband-Europameisterschaft 1971 im belgischen Geel kam er nur auf den vorletzten Platz, ein Jahr später in Dortmund wurde er Zehnter und damit Letzter. 1974 in Valencia wieder nur der letzte Platz. Im dänischen Vejle belegte Oddo in der Gruppenphase Platz 2 hinter Ceulemans, verlor dann aber knapp mit 2:3 gegen ihn im Viertelfinale und belegte Platz 8 hinter dem Schweden Lennart Blomdahl. 1994 unterlag er dem Österreicher Andreas Efler im Achtelfinale mir 1:3 Sätzen und kam, erneut hinter Lennart Blomdahl, auf Platz 16. Beim Dreiband-Weltcup 1998/8 im niederländischen Oosterhout konnte Oddo in der Qualifikationsrunde zwar Martin Horn schlagen, scheiterte dann aber in der Finalrunde am jungen dänischen Talent Dion Nelin. 2002 schlug er Jean Reverchon aus Frankreich in 2:0 Sätzen, schied dann in der Finalrunde der Letzten-32 gegen den Kolumbianer Jaime Bedoya knapp mit 2:3 aus.

## Erfolge
- Italienische Dreiband-Meisterschaft:  1964, 1970, 1972, 1975, 1976, 1979, 1980, 1981, 1987, 1988, 1996, 2007  1982, 1983, 1986, 1994, 2005, 2006  1985, 2004
- Italienische Freie-Partie-Meisterschaft:  1969, 1974, 1977, 1981, 1984, 1992, 1996
- Italienische Cadre-47/2-Meisterschaft:  1969, 1970, 1985–1992, 1994, 1996, 1997, 2007, 2012
- Italienische Einband-Meisterschaft:  1971, 1978, 1982, 1983, 1997
- Italienische Biathlon-Meisterschaft (Freie Partie & 47/2):  1996

Quellen: 